# IndyCar Series 2003
Die IndyCar Series 2003 war die achte Saison der US-amerikanischen IndyCar Series und die 82. Saison im US-amerikanischen Formelsport. Sie begann am 2. März 2003 in Homestead und endete am 12. Oktober 2003 in Fort Worth. Seit dieser Saison verwendet die Serie wieder den traditionellen Namen IndyCar. Scott Dixon gewann den Titel in seiner ersten IndyCar-Saison. Er startete für Chip Ganassi Racing, das wie Andretti Green Racing aus der CART- in die IndyCar-Series gewechselt war. Bei den Motorenherstellern wechselten Honda und Toyota ebenfalls in die IndyCar-Series. Bei Testfahrten auf dem Indianapolis Motor Speedway nach der Saison starb der 26 Jahre alte Tony Renna.

## Rennergebnisse

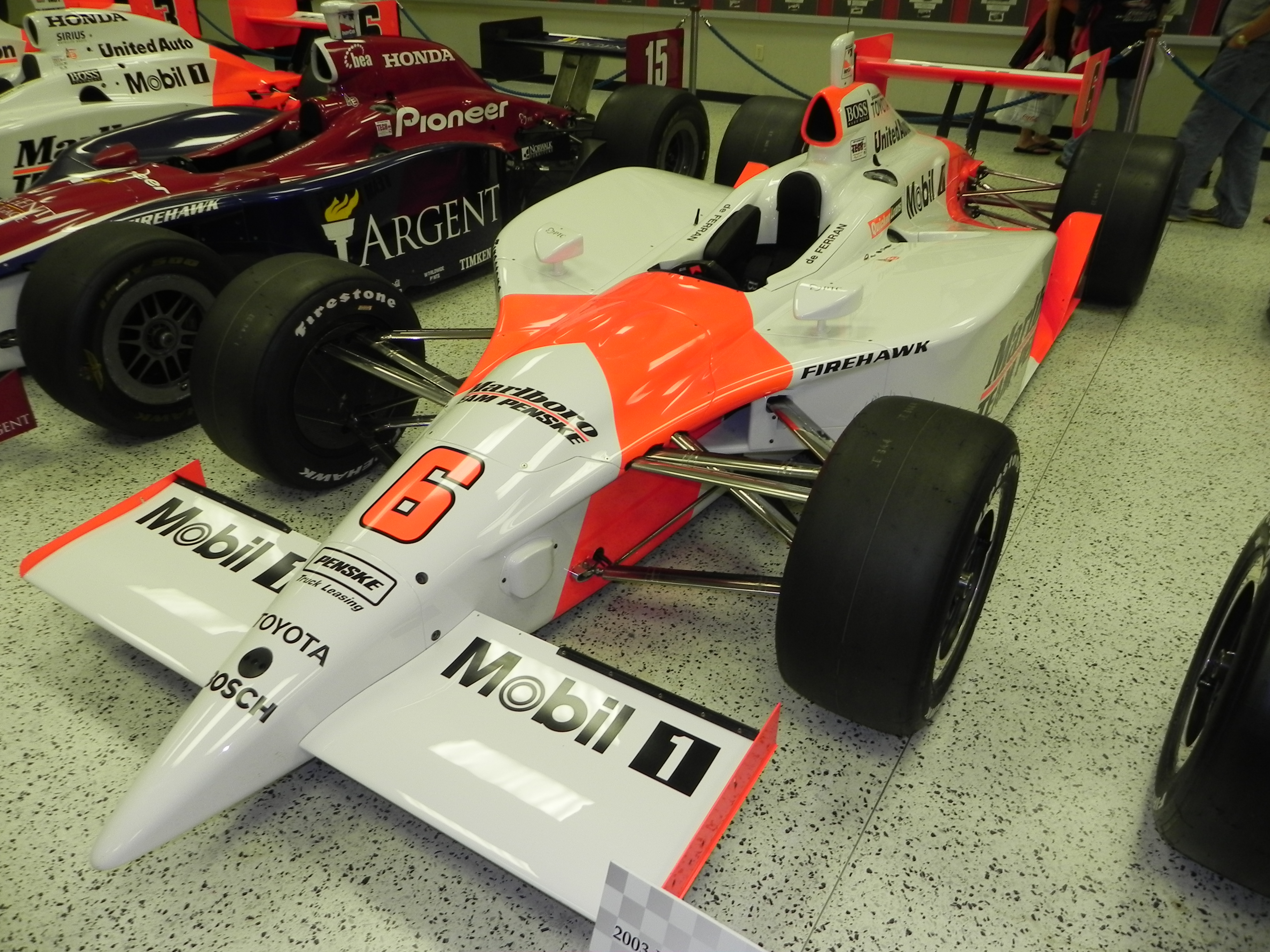
Der G-Force Toyota von Indy-500-Sieger Gil de Ferran

| Nr. | Datum         | Veranstaltung (Strecke)                   | Distanz (Meilen) | Sieger             | Team                  | Pole-Position     |
| --- | ------------- | ----------------------------------------- | ---------------- | ------------------ | --------------------- | ----------------- |
| 1   | 2. März       | Toyota Indy 300 (Homestead)               | 300              | Scott Dixon        | Chip Ganassi Racing   | Tony Kanaan       |
| 2   | 23. März      | Purex Dial Indy 200 (Phoenix)             | 200              | Tony Kanaan        | Andretti Green Racing | Hélio Castroneves |
| 3   | 13. April     | Indy Japan 300 (Motegi)                   | 304              | Scott Sharp        | Kelley Racing         | Scott Dixon       |
| 4   | 25. Mai       | Indianapolis 500-Mile Race (Indianapolis) | 500              | Gil de Ferran      | Penske Racing         | Helio Castroneves |
| 5   | 7. Juni       | Bombardier 500 (Fort Worth)               | 291              | Al Unser jr.       | Kelley Racing         | Tomas Scheckter   |
| 6   | 15. Juni      | Honda Indy 225 (Pikes Peak)               | 225              | Scott Dixon        | Chip Ganassi Racing   | Tony Kanaan       |
| 7   | 28. Juni      | SunTrust Indy Challenge (Richmond)        | 154,5            | Scott Dixon        | Chip Ganassi Racing   | Scott Dixon       |
| 8   | 6. Juli       | Kansas Indy 300 (Kansas City)             | 304              | Bryan Herta        | Andretti Green Racing | Scott Dixon       |
| 9   | 19. Juli      | Firestone Indy 200 (Nashville)            | 260              | Gil de Ferran      | Penske Racing         | Scott Dixon       |
| 10  | 27. Juli      | Firestone Indy 400 (Michigan)             | 400              | Alex Barron        | Mo Nunn Racing        | Tomas Scheckter   |
| 11  | 10. August    | Emerson Indy 250 (Madison)                | 250              | Helio Castroneves  | Penske Racing         | Helio Castroneves |
| 12  | 17. August    | Belterra Casino Indy 300 (Kentucky)       | 296              | Sam Hornish junior | Panther Racing        | Sam Hornish Jr.   |
| 13  | 24. August    | Firestone Indy 225 (Nazareth)             | 210,375          | Helio Castroneves  | Penske Racing         | Scott Dixon       |
| 14  | 7. September  | Delphi Indy 300 (Joliet)                  | 304              | Sam Hornish Jr.    | Panther Racing        | Richie Hearn      |
| 15  | 21. September | Toyota Indy 400 (Fontana)                 | 400              | Sam Hornish Jr.    | Panther Racing        | Helio Castroneves |
| 16  | 12. Oktober   | Chevy 500 (Fort Worth)                    | 283,725          | Gil de Ferran      | Penske Racing         | Gil de Ferran     |

## Endstand

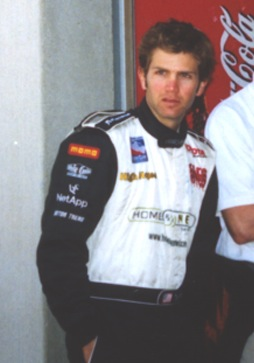
Tony Renna starb bei Testfahrten nach der Saison. Bei seinem einzigen Start, beim Indy 500, wurde er Siebter.

### Fahrer
| Pl. | Fahrer             | Punkte |
| --- | ------------------ | ------ |
| 1.  | Scott Dixon        | 507    |
| 2.  | Gil de Ferran      | 489    |
| 3.  | Hélio Castroneves  | 484    |
| 4.  | Tony Kanaan        | 476    |
| 5.  | Sam Hornish junior | 461    |
| 6.  | Al Unser jr.       | 374    |
| 7.  | Tomas Scheckter    | 356    |
| 8.  | Scott Sharp        | 351    |
| 9.  | Kenny Bräck        | 342    |
| 10. | Tora Takagi        | 317    |
| 11. | Dan Wheldon        | 312    |
| 12. | Roger Yasukawa     | 301    |
| 13. | Bryan Herta        | 277    |

| Pl. | Fahrer           | Punkte |
| --- | ---------------- | ------ |
| 14. | Robbie Buhl      | 261    |
| 15. | Greg Ray         | 253    |
| 16. | Buddy Rice       | 229    |
| 17. | Alex Barron      | 216    |
| 18. | Sarah Fisher     | 211    |
| 19. | Buddy Lazier     | 201    |
| 20. | Felipe Giaffone  | 199    |
| 21. | A. J. Foyt IV    | 198    |
| 22. | Vítor Meira      | 170    |
| 23. | Jaques Lazier    | 120    |
| 24. | Michael Andretti | 80     |
| 25. | Dario Franchitti | 72     |
| 26. | Shigeaki Hattori | 43     |

| Pl. | Fahrer        | Punkte |
| --- | ------------- | ------ |
| 27. | Ed Carpenter  | 43     |
| 28. | Richie Hearn  | 39     |
| 29. | Shinji Nakano | 35     |
| 30. | Tony Renna    | 26     |
| 31. | Scott Mayer   | 26     |
| 32. | Jimmy Kite    | 17     |
| 33. | Robby Gordon  | 8      |
| 34. | Airton Daré   | 6      |
| 35. | Robby McGehee | 5      |
| 36. | Jimmy Vasser  | 4      |
| 37. | Billy Boat    | 1      |